# サタンタンゴ
サタンタンゴ（Sátántangó）は、1994年の東京国際映画祭において本邦公開された、ハンガリーの映画監督タル・ベーラによるドラマ映画である。7時間を超える長大な作品として有名で、伝説と評される。日本では2019年9月13日に公開された「4Kデジタル・レストア版」が一般劇場での上映としては初となる。

## 概要
1985年に出版されたクラスナホルカイ・ラースローの同名の小説の映画化で、題名は「悪魔のタンゴ」の意。12の章で構成される。

## あらすじ
集団農場が崩壊し、教会も荒れ果てたハンガリーのとある村。
農夫のシュミットは友人クラーネルと組んで村人たちの貯金を持ち逃げする計画を妻に話して聞かせるが、妻と不倫関係にある村人フタキが盗み聞きをしていた。フタキは自分も話に乗ることを思いつく。
一方、皆から「先生」と呼ばれる医者は自らの経験や村での出来事を日記に書き綴っていたが、家から出ることはほとんどなかった。ある日、貯蔵していたブランデーを切らした彼は酒場へ買い出しに行くことにするが、思わぬ邂逅ののちに病に倒れる。
家族から邪険に扱われ、孤独な毎日に苦しむ少女エシュティケは見つけた猫をいじめると、ミルクに殺鼠剤を混ぜて殺し、自分も同じ毒で自殺する。
その頃、村は1年半前に死んだはずのイリミアーシュが帰郷するという噂で持ちきりだった。村人たちは酒場で喧々諤々の議論を始めるが、いつの間にか酒宴になり、夜は更けていく。
やがて実際に帰郷したイリミアーシュは集団農場の再建を目指すというが…。

## スタッフ
- 監督 - タル・ベーラ
- 製作 - ジェルジュ・フェヘール、ヨアヒム・フォン・フィーティングホフ、ルート・ヴァルトブルゲール
- 脚本 - タル・ベーラ、クラスナホルカイ・ラースロー
- 音楽 - ヴィーグ・ミハーイ
- 撮影 - メドヴィジ・ガーボル
- 編集 - フラニツキー・アーグネシュ
- 特殊効果 - ペーテル・パーストルフィ

## 日本版ソフト
本作は1994年4月28日に初ビデオ化されている。2020年には4Kデジタル・レストア版のブルーレイが3ディスクセットで発売された。日本語字幕は深谷志寿が担当した。

## サウンドトラック
- Sátántangó Original Soundtrack[5]

## 後世への影響
2012年には、英国映画協会が発行する雑誌『Sight and Sound』が選ぶ傑作映画トップ100で、『サタンタンゴ』は36位となった。そのリストにおける唯一のハンガリー映画であり、最も有名なハンガリー映画とも言われる。

## 備考
- エシュティケが猫を殺すシーンはリアルだったため、動物虐待とされ、多くの国ではカットされた。監督によれば、撮影時には獣医の協力を得て、最適なタイミングで猫を眠らせたという[8]。